# Fackenhahn
Fackenhahn ist eine Wüstung im Westerwaldkreis zwischen Seck und Rennerod. Der Ort ist vermutlich im 16. Jahrhundert wüst geworden.

## Geographische Lage
Fackenhahn lag zwischen Seck und Rennerod, vermutlich am Feldweg, der heute den Ort und die Stadt verbindet.

## Name
Fackenhahn wird Ende des 14. Jahrhunderts als „Fockenheyn“ bezeichnet. Weitere Namensformen finden sich ebenfalls am Ende des 14. Jahrhunderts im Flurnamen „am Fuckenheyner/Fackhenhainer Wege“, 1531 in der Bezeichnung „am Fackhenhainer Wege“ und 1688 als „Fackenhaner Feld“.

## Geschichte
Einziger Beleg für Fackenhahn als bewohnte Siedlung ist ein Zinsverzeichnis des Klosters Seligenstatt Ende des 14. Jahrhunderts. Damals bezog das Kloster in „Fockenheyn“ von dem „Stalhobir Gut 1 Schilling, Meister Gerlachs und seiner Erben wegen“.
In allen weiteren Belegen ist die Siedlung nur noch als Flurname bezeugt.

## Heutige Spuren
Sichtbare Spuren der Wüstung sind nicht mehr vorhanden. Die Dorfstraße in Seck, die in Richtung des Feldweges führt, an dem Fackenhahn vermutlich damals lag, trägt heute den Namen „Fackenhahner Weg“.